# Saint-Jean-d'Elle
Saint-Jean-d'Elle is een gemeente in het Franse departement Manche in de regio Normandië en maakt deel uit van het arrondissement Saint-Lô. De gemeente telde 2.535 inwoners op 1 januari 2022.

## Geschiedenis
Saint-Jean-d'Elle is op 1 januari 2016 ontstaan door de fusie van de gemeente Notre-Dame-d'Elle uit het kanton Pont-Hébert en de gemeenten Précorbin, Rouxeville, Saint-Jean-des-Baisants en Vidouville uit het kanton Condé-sur-Vire.

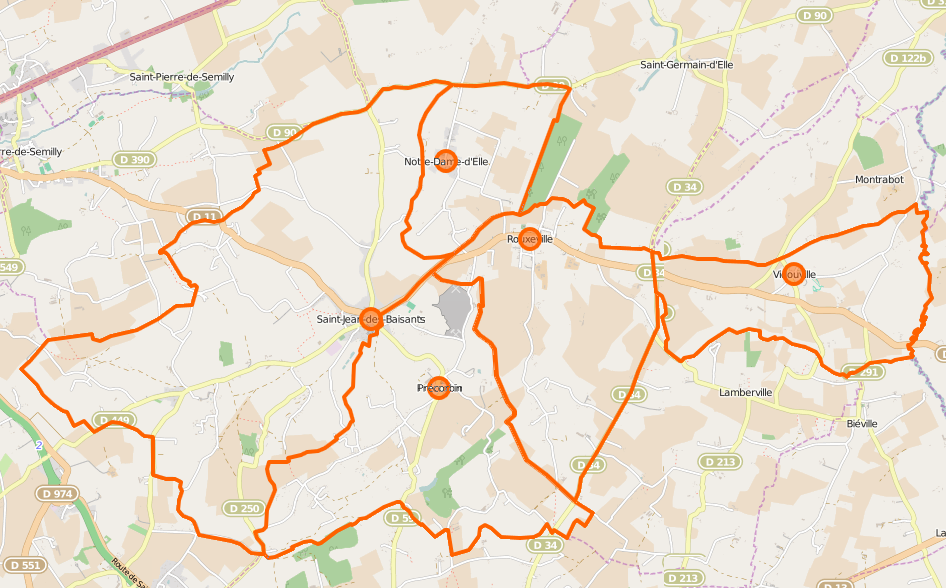
De gemeente met de deelgemeenten

## Geografie
De oppervlakte van Saint-Jean-d'Elle bedraagt 33,72 vierkante kilometer; de bevolkingsdichtheid was toen 75,2 inwoners per km² op 1 januari 2022.

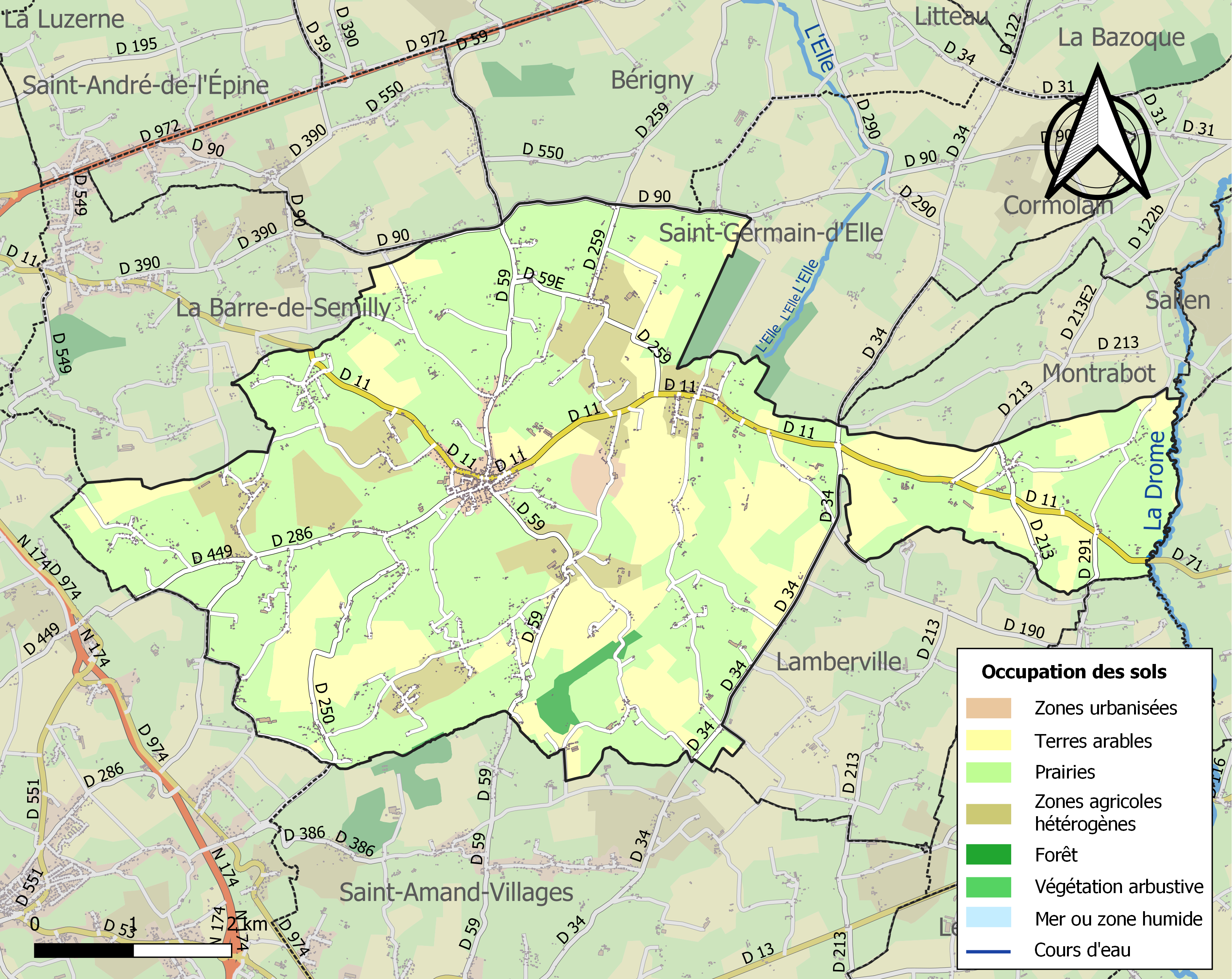
Kaart van de gemeente met de belangrijkste infrastructuur, bodemgebruik en omliggende gemeenten

Beaucoudray · Beuvrigny · Biéville · Condé-sur-Vire · Domjean · Fourneaux · Gouvets · Lamberville · Montrabot · Moyon Villages · Le Perron · Saint-Amand-Villages · Saint-Jean-d'Elle (deels) · Saint-Louet-sur-Vire · Saint-Vigor-des-Monts · Tessy-Bocage · Torigny-les-Villes